# クリーヴランド・ストリート・スキャンダル
クリーヴランド・ストリート・スキャンダル（Cleveland Street scandal）とは、1889年にイギリスの首都ロンドン、フィッツロヴィアのクリーヴランド通りで起きた、同性愛男性を顧客とする売春宿が警察に摘発された事件。

## 概要
当時イギリスでは男性間の性交渉は禁じられていたため、売春宿の顧客たちは、見つかればお決まりの起訴と社会追放を受けることになった。さらに、顧客の中にはウェールズ公の長男で当時イギリス王位継承順位第2位であったアルバート・ヴィクター王子もいたという噂が流れだした。当局は王子の名前の浮上をひた隠しにし、スキャンダルから遠ざけることに躍起になった。
顧客の一人アーサー・サマセット卿(第8代ボーフォート公爵ヘンリー・サマセットの三男)は、ウェールズ公の厩舎長を務めていた。卿と売春宿の経営者チャールズ・ハモンドは、起訴される前に国外逃亡に成功した。郵便局の使い走りとしても働いていた男娼の少年たちは軽い処罰を受けただけで済み、顧客は一人も起訴されなかった。新聞に男娼たちの顧客として名前の挙がったユーストン伯爵ヘンリー・フィッツロイ(第7代グラフトン公爵オーガスタス・フィッツロイの嫡男なれど父より早逝したため第8代グラフトン公は弟のアルフレッドが継いだ)は、新聞を名誉毀損で訴えて慰謝料を支払わせるのに成功した。イギリスの各紙はアルバート・ヴィクター王子の名前を出さなかったし、王子がその売春宿を訪れた証拠は何もなかった。しかしこれ以後、噂の出現は伝記作家たちの王子に対する認識に大きな変化を与えることになった。
このスキャンダルは、男性同性愛は下層階級の若者たちを堕落に導こうとする貴族階級の悪徳である、という意識をあおる結果となった。その数年後、クイーンズベリー侯爵ジョン・ダグラスが三男アルフレッド・ダグラス卿の恋人であった作家オスカー・ワイルドを同性愛者として糾弾したときも、同様の認識がまだ一般的だった。ワイルドはクイーンズベリー侯爵を名誉棄損で訴えたが、この場合は逆に身の破滅につながった。ワイルドは逮捕され、猥褻罪で有罪となり、2年におよぶ重労働の刑を科せられたのである。

## 男娼館

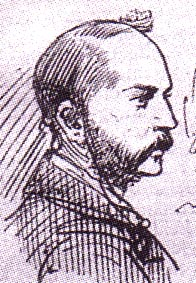
アバーライン警部、当時の新聞の挿絵

1889年7月、警官ルーク・ハンクスはロンドン中央電報局での窃盗事件を捜査していた。捜査の中で、15歳の電報配達の少年チャールズ・トマス・スウィンスコーが、普段の数週間分の収入に等しい14シリングもの金を所持していることが判明した。当時、配達員の少年たちは、彼らの金と顧客の金が混ざったりしないようにとの配慮から、仕事で個人の現金を運ぶことを許されていなかった。この少年が窃盗に関わっているとにらんだハンクス巡査は、尋問のために少年を連行した。しばらく躊躇ったあとでスウィンスコー少年は、所持金はチャールズ・ハモンドという名前の男のもとで男娼をして稼いだ金であること、ハモンドはクリーヴランド通り19番地で男娼館を経営していることを自白した。スウィンスコーによれば、彼は18歳の少年ヘンリー・ニューラヴから、ハモンドを郵政省の書記として紹介されたという。さらに、彼はジョージ・アルマ・ライト、チャールズ・アーネスト・シックブルームという2人の17歳の郵便配達の少年が、ハモンドのもとで男娼として働いていることを供述した。ハンクス巡査はライトとシックブルームの供述、および彼らの供述を突き付けて吐かせたニューラヴの自白から、裏付けを得た。
ハンクス巡査はこの件を上司に報告し、事件は探偵捜査に優れたフレデリック・アバーライン警部に任された。アバーライン警部は7月6日、1885年の刑法修正法第11条に基づく逮捕令状を携えて男娼館に行き、ハモンドとニューラヴを逮捕しようとした。第11条は全ての男性間の同性愛行為、および男性間の買春と買春未遂について、重労働を課される場合もある2年間の服役刑が適用されることを取り決めていた。アバーラインは家に鍵がかかり、ハモンドが既に逃亡したことに気付いたが、ニューラヴについてはカムデンタウンにある被疑者の母親の家で逮捕に成功した。自分が自白してから逮捕されるまでの間に、ニューラヴはクリーヴランド通りに赴いてハモンドに警告し、ハモンドはグレーヴセンドにある兄弟の家に逃れたのだった。

## 高貴な客たち

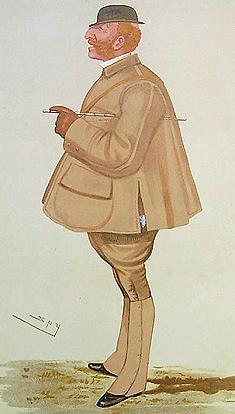
アーサー・サマセット卿のカリカチュア

警察署に連行される途中、ニューラヴはクリーヴランド通りの訪問者として、ジャーヴォイスという陸軍大佐の他にアーサー・サマセット卿とユーストン伯爵ヘンリー・フィッツロイの名前を出した。サマセットはウェールズ公の厩舎の責任者だった。警察はサマセットを事情聴取したものの、彼に対して即座に手出しすることはなかった。サマセットが事件にかかわっているという供述が出て以後、当局の動きは鈍くなっていった。今や空っぽになった家の査察と、事件調査の役目は政府機関の各部署の間でたらいまわしにされた。
8月19日、ハモンドの友人で聖職者を装っていたジョージ・ヴェックという男に対する逮捕令状が出された。ヴェックは実際にはかつて電報局で働いていたが、配達員の少年との「みだらな行為」が原因で解雇されていた。17歳の若者がヴェックのロンドンの下宿の場所を警察に密告したため、ヴェックはポーツマスに逃れ、そのすぐ後に汽車でロンドンに戻ってきた。警察はウォータールー駅でヴェックを見つけ逮捕した。彼のポケットからはアルジャーノン・アリーズからの手紙が見つかった。アバーラインはアリーズに事情聴取をするため、ハンク巡査をアリーズの両親の住むサフォーク州サドバリーの家に送り込んだ。アリーズはサマセットから金を受け取ったこと、サマセットと肉体関係にあること、そしてハモンドのクリーヴランド通りの家で売春をしていることを認めた。8月22日、警察はサマセットに2度目の事情聴取を行ったが、この後サマセットはウェールズ公が夏の休暇を過ごしている、バート・ホンベルクに向かった。
9月11日、ニューラヴとヴェックは審理の場に送られた。彼らの弁護人はサマセットの事務弁護士アーサー・ニュートンが世話し、ニューラヴにはチャールズ・ウィリー・マシューズが、ヴェックにはチャールズ・ジルがついた。サマセットが裁判費用を支払った。この時までにサマセットはウィールズ公の馬を検査するためハノーファーに渡っており、新聞は裁判に関わっている「さる高貴な紳士」について言及していた。9月18日、ニューラヴとヴェックは猥褻罪で有罪であることを認め、自由党の前下院議員で寛容なことで知られていた判事サー・トマス・チェンバーズは、ニューラヴに4カ月、ヴェックに9カ月の重労働刑を科した。他の少年たちもまた刑を受けたが、これは当時としては非常に軽い刑だと思われた。ハモンドはフランスに逃げたが、イギリスの圧力を受けたフランス当局はハモンドを国外退去処分とした。ハモンドはベルギーに移り、そこからアメリカ合衆国にわたった。ニュートンはサマセットに働きかけ、ハモンドの旅費を支払った。首相ソールズベリー侯爵の助言を受けて、これ以上の逃亡者引き渡し要求は中止され、ハモンドに対する捜査は急に失速した。
サマセットは9月末にニューマーケットで開かれる馬の競りに出席するためイギリスに帰国していたが、おそらくニュートンから逮捕されるおそれがあることを聞かされ、9月26日に急いでフランスのディエップに渡った。サマセットは数日後の9月30日は帰国し、その数日後に死んだ祖母のボーフォート公爵夫人エミリーの葬儀に出席した。財務弁護局所属の下級財務弁護士オナラブル・ハミルトン・カフ、ロンドン警視庁ジェームズ・モンローはサマセットを拘束しようと圧力をかけていたが、大法官ハルスベリー伯爵はいかなる罪状での起訴も撥ねつけていた。サマセットが関与している噂が駆け巡りだし、10月19日にサマセットは再びフランスに逃亡した。ソールズベリー侯爵はサー・ダイトン・プロビン を通じて、サマセットに逮捕令状がいまにも下りそうだと警告したとして、後に糾弾されている。この主張はソールズベリー本人と司法長官サー・リチャード・ウェブスターによって否定された。ウェールズ公はソールズベリーに手紙を送り、サマセットが出国を許されたことに満足しているとしたうえで、当局に邪魔されずにサマセットが「イングランドで再び顔を出せる」のかを尋ねた。しかしソールズベリーはサマセットを起訴しようと目論む警察から圧力を受けていた。11月12日、ついにサマセットに対する逮捕令状が出された。この時までに、サマセットは安全な外国に身を落ちつけており、令状は公衆のわずかな注意しか引かなかった。トルコとオーストリア＝ハンガリーでの職探しに失敗した後、サマセットは残りの人生を南フランスで快適に過ごした。

## 公衆への暴露

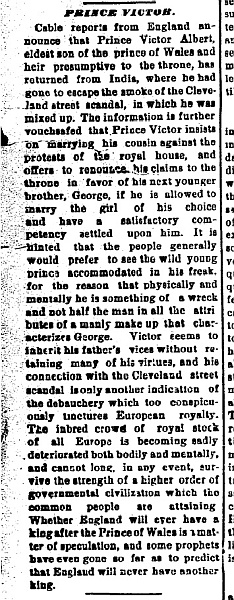
アルバート・ヴィクター王子がスキャンダルに「巻き込まれた」と報じるアメリカの新聞

新聞はあからさまに事件の推移を隠しており、事件はジャーナリストのアーネスト・パークがいなければ、公衆の記憶から早くに消えていたはずだった。隠れ急進派の新聞「ノース・ロンドン・プレス（The North London Press）」の編集長だったパークは、部下の記者の一人がニューラヴの有罪判決を持ち込んだ時に、事件の不穏さを嗅ぎつけた。パークは本来は重いはずの男娼の少年たちの罪がかなり軽いこと（通例、「猥褻罪」は2年の懲役を受けるはずだった）、ハモンドが逮捕を逃れたことに疑問を抱いた。少年たちが高名な貴族たちの名前を出したことを聞くにおよんで、パークの疑問は解けた。彼は9月28日、特定の名前が出ないままの関与者の存在が示唆されていることを知って、事件の真相に気付いた。11月16日、パークはついにユーストン伯爵の名前を出した事件追跡の記事「言葉に表せないほど忌まわしいクリーヴランド通りのスキャンダル」を発表した。パークはユーストン伯爵がさらに高位の人物の事件への関与を隠すため、ペルーに逃亡することを許された可能性があるとまで主張した。その高位の人物とは誰であるかは明かされなかったが、一部の人々はウェールズ公の長男アルバート・ヴィクター王子であると信じた。
ユーストン卿は実際にはイングランドにおり、直ちにパークを名誉毀損で訴えるための訴状を提出した。裁判の中で、ユーストンはピカデリーを散策中に客引きから「Poses plastiques、C・ハモンド、クリーヴランド通り19番地」と読めるカードを渡されたことを認めた。ユーストンは女性のヌードを見せる店を思わせる名前「Poses plastiques」を持つそれらしき家に赴いたと証言した。彼はソヴリン金貨1枚を支払って家に入ったが、「異常な」嗜好を楽しむ場所だと気づいてぞっとし、急いで外へ出たと話した。被告側の証言者たちは互いに否定し合い、ユーストンについて的確に述べることが出来なかった。最後の証言者ジョン・ソールは、自分は「不道徳な生活」と「けしからぬ振る舞い」をしながら糊口をしのいでいる男娼であると認めた。弁護側はニューラヴもヴェックも証人として召喚せず、ユーストンが国外に出た証拠を提示することも出来なかった。1890年1月16日、陪審団はパークを有罪とし、判事はパークに懲役2カ月を言い渡した。同性愛研究で著名な歴史家H・モンゴメリー・ハイドは、カードを誤解してクリーヴランド通りを一度だけ訪れたというユーストンの証言は、おそらく真実だっただろうとしている。
判事のサー・ヘンリー・ホーキンズ(のちの初代ブランプトン男爵)は輝かしい経歴の持ち主だったし、パーク裁判を担当した他の弁護士たちも同様であった。検察側の法廷弁護人チャールズ・キロウェンとウィリー・マシューズは、後にそれぞれ首席判事、検察庁長官に昇進することになった。被告側の弁護人フランク・ロックウッドは後に法務次官となったし、この時ロックウッドを補佐したハーバート・ヘンリー・アスキスは、20年後にイギリス首相となった。

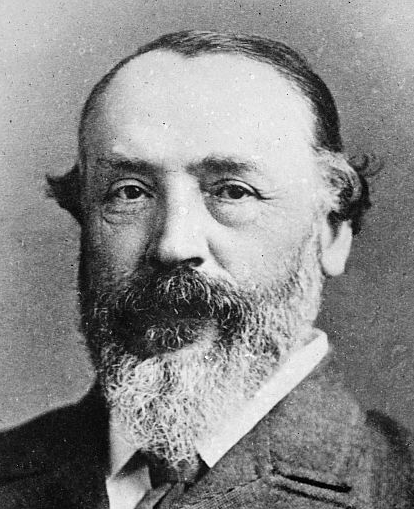
スキャンダル揉み消しを図ったとして政府を糾弾したヘンリー・ラブーシェル

パークの有罪判決によってユーストンの疑いは晴れたが、1889年12月16日にはもうひとつの裁判が開始された。ニューラヴとサマセットの事務弁護士アーサー・ニュートンが、司法妨害の罪で告発されたのである。ニュートンはハモンドや男娼の少年たちに証言をさせないよう、彼らに旅費を提供または贈与して外国に逃がしたとされた。この裁判で、ニュートンの弁護人はアーネスト・パークを起訴したチャールズ・ラッセルであり、ニュートンを起訴したのは司法長官サー・リチャード・ウェブスターだった。ニュートンは6件の罪状のうち1件を有罪と認めたが、その時点ではまだ起訴も逮捕もされていなかった依頼人ハモンドを、前々から起きていた別の恐喝の件から守るため、その逃亡を幇助しただけであると主張した。司法長官はニュートンの説明を容認し、他の5件についても証拠を提示しなかった。3月20日、判事ルイス・ケイヴはニュートンに禁錮6週間の判決を言い渡したが、これは法曹界の人々から厳しい判決と受け止められた。ニュートンの受けた刑罰に抗議する嘆願書が、ロンドンの250の司法系団体の署名つきで内務大臣ヘンリー・マシューズに提出された。
ニュートンの裁判の最中、議会では、揉み消されつつあったパークの主張をさらに調査するべきだとする動議が出された。自由党左派の下院議員ヘンリー・ラブーシェルは、強いホモフォビアで、1885年の刑法修正法に「重大な猥褻罪」に関する罰則（いわゆるラブーシェル修正条項）を加えるためのキャンペーンを展開し、成功を収めた。ラブーシェルは政府がスキャンダルを揉み消そうとしていると信じ切っていた。ラブーシェルは1890年2月28日、議会で自分の抱く疑い表明した。彼は「さるきわめて高貴な身分の紳士」（おそらくアルバート・ヴィクター王子のこと）がスキャンダルに関わっていることは否定したが、しかし調査を阻止し、サマセットとハモンドを見逃し、裁判を遅らせて事件を徹底的に洗い上げるのに失敗して、正義の遂行を阻んだとして政府を糾弾した。ラブーシェルの主張は、ニュートンを起訴した司法長官サー・リチャード・ウェブスターから反駁を受けた。パークを起訴しニュートンを弁護したチャールズ・ラッセルは、ラブーシェルとともに自由党の議席を占めていたが、議会の討論における意見表明を拒んだ。7時間以上におよぶ白熱した討論が展開され、ラブーシェルは首相の「ソールズベリー卿は信用に値しない」という発言をした後、これを取り消すのを拒んで議場から追い出された。この政府弾劾動議は206対66という、大差をつけられて否決された。

## その後
公衆のスキャンダルへの関心はやがて薄れていった。ところが、新聞の紙面にはホモセクシュアリティを貴族の悪徳としてネガティヴに書き立てる記事が増えていった。記事は電報の使い走り少年たちを上流階級によって搾取され、堕落させられた存在として描いた。この見方が最も強まったのは、数年後にオスカー・ワイルドがアルフレッド・ダグラス卿との情事が原因で裁判にかけられたときだった。
オスカー・ワイルドは1890年に出版された「ドリアン・グレイの肖像」の中でスキャンダルをほのめかしている。この小説に対する批評は敵意に満ちたものだった。評者の一人は明らかにクリーヴランド通りで起きたスキャンダルを引き合いに出しながら、この小説は「外国に逃げた貴族と堕落した電報配達の少年たち以外」にはふさわしくないと述べている。ワイルドによる同作の1891年修正版は、あまりにホモエロティックと思われるいくつかの言葉を消したものになっている。1895年、ワイルドはアルフレッド・ダグラスの父親であるクイーンズベリー侯爵を名誉毀損で訴えたが、敗訴した。クイーンズベリー侯爵の弁護士サー・エドワード・カーソンは、「ドリアン・グレイの肖像」を引用しつつ、ワイルドが若い労働者と関係を持っているのではないかと疑問を呈した。この訴訟に敗訴した後、ワイルドは「重大な猥褻罪」で告訴され、有罪宣告を受けて2年間の重労働刑に服した。ワイルドを起訴したのはクリーヴランド通り事件でヴェックの弁護を担当したチャールズ・ジルだった。

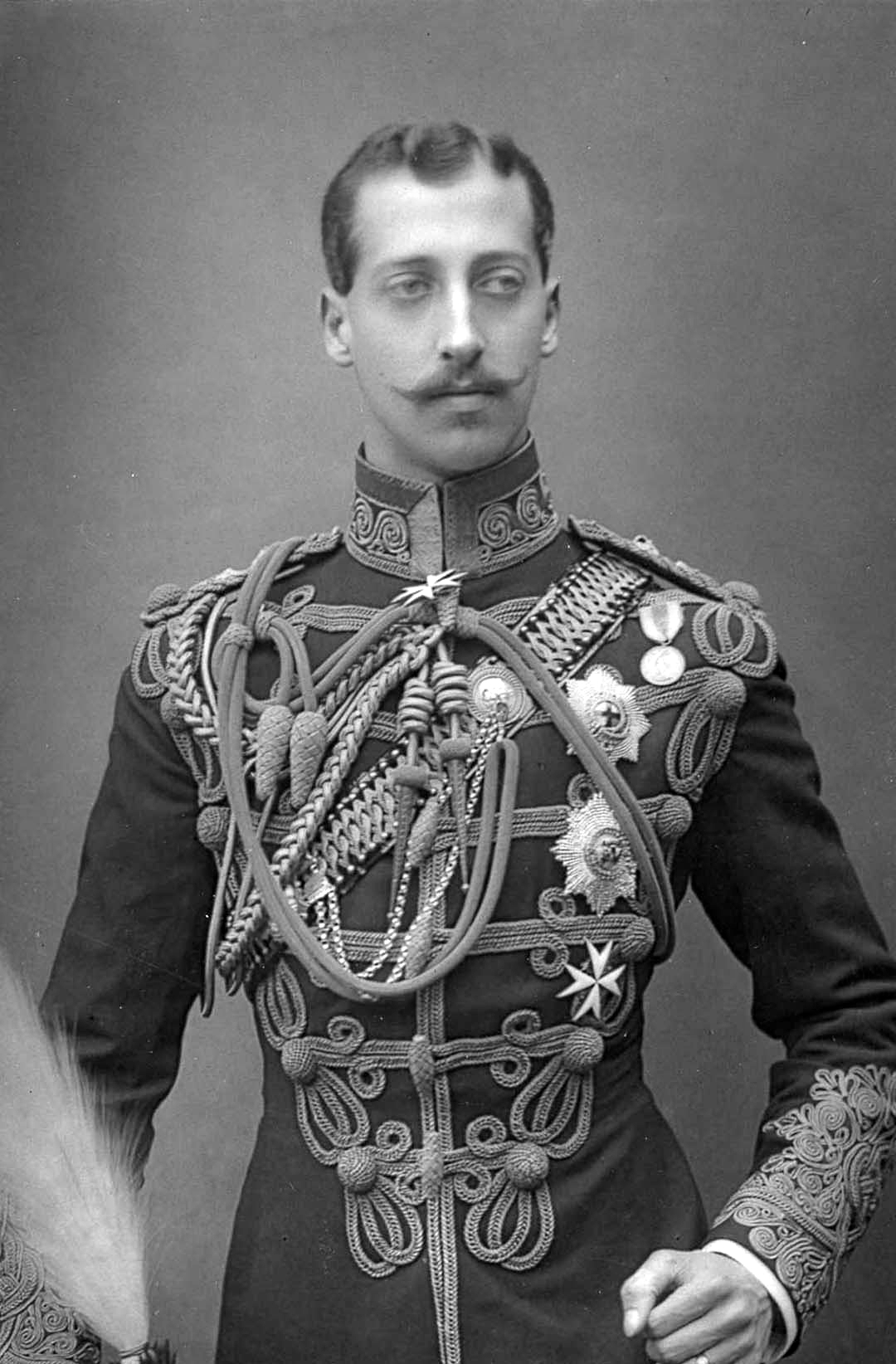
ウェールズ公子アルバート・ヴィクターは、事件の数年後にクラレンス公爵およびアヴォンデール公爵に叙せられた

アルバート・ヴィクター王子は1892年に亡くなったが、王子の性生活に関する社交界のゴシップは消えなかった。スキャンダルから60年後の1949年、ジョージ5世の公式伝記の著者であったハロルド・ニコルソンは、スキャンダル当時12歳の少年だった首席判事レイナー・ゴダードから、アルバート・ヴィクター王子は「男娼宿に通っており、さる事務弁護士が王子の潔白を偽証する作業に従事した。その弁護士は後に罪を得て資格を剥奪されたが、あとになって復職した」と聞かされた。実際は、どの弁護士もそのような仕事には従事しておらず、また罷免されてもいなかった。しかしながら、アーサー・ニュートンは1910年、職権濫用が原因で12ヶ月間の弁護士資格停止処分を受けていた。ニュートンは別の依頼者であった悪名高い殺人者ホーリー・ハーヴェイ・クリッペンを弁護したとき、クリッペンの手紙を偽造したのである。1913年、ニュートンは金と引き換えに虚偽の主張をして、無期限資格停止処分を受け、さらに3年間刑務所に収監された。ニュートンは、アルバート・ヴィクター王子が彼の庇護する人々を起訴させないように事件を揉み消そうと企んだ、という話をでっちあげて広めた可能性がある。公文書局に残された事件に関する記録は1970年代に公開されたが、ニュートンが王子を事件に関与させたように見せると脅迫していたこと以外に、王子がスキャンダルに関わったという新たな証拠は何も出なかった。ハミルトン・カフは、検察庁長官オーガスタス・スティーヴンソンへの手紙の中で、「例のさる高貴な方（アルバート・ヴィクター）が関わっているかのような捜査を続ければ、ニュートンはますます鼻を高くするだろう。私は何もこの話を信じているわけではない。が、このような状況では何が言い出されるか、何がでっちあげられるか誰にも分からない」と述べている。サマセットが友人エシャー卿にあてた手紙が現存するが、それによってサマセットが噂を知っていたものの、真実なのかどうかは知らなかったことが判明している。サマセットは書いている、「ウェールズ公殿下はご子息の名前がこの事件と結びつけられることに大変憤慨しておられます…私達はどちらも例の家に行ったと言われていますが、一緒に行ったことはありません…この件に関しては事実かでっちあげか分かりません。」往復書簡のの中で、サー・ダイトン・プロビンは「PAV（＝アルバート・ヴィクター王子の略称）に関する残酷で不当な噂の数々」、「あの嘆かわしい事件にPAVの名前を引っ張り出した虚偽の報告」について言及している。アメリカの新聞にアルバート・ヴィクター王子の名前が出たとき、「ニューヨーク・ヘラルド」紙は、ほぼ確実に弁護士チャールズ・ホールが執筆者だとされている匿名の手紙を公表した。この手紙は「アルバート・ヴィクター王子の名前を出すに当たっては、いささかの弁解も必要なく、また弁解などすべきでもない」と主張する。この噂を信じる伝記作家はアルバート・ヴィクターをバイセクシュアルだったと示唆するが、王子を「完全なヘテロセクシュアル」であり事件関与の噂は「幾分不公平なもの」と考える他の伝記作家たちから猛烈な反論を受けている。